# La furia (libro)
La furia es el tercer libro de cuentos de la escritora argentina Silvina Ocampo, publicado por la editorial Sur en 1959. Fue el único de los libros de Silvina que necesitó de una reedición casi inmediata (que se llevaría a cabo en 1960).
Silvina Ocampo escogió el nombre de esta obra compendio de sus cuentos, por expresa recomendación de un fiel amigo, Jorge Luis Borges, descartando otros posibles, como "La liebre dorada" (nombre del primer cuento que integra el volumen) y "En Buenos Aires". Por otro lado, Borges recomendaba suministrarle el agregado "y otros cuentos", que suponía cierto desinterés por parte de la autora, porque el cuento con el nombre homónimo, cargue con toda la importancia.
El libro se compone de treinta y cuatro cuentos, la mayoría de los cuales fueron escritos y publicados entre 1937 y 1940 en diversas revistas literarias, entre ellas la revista Sur, dirigida por la hermana de Silvina, Victoria Ocampo:
- La liebre dorada
- La continuación
- El mal
- El vástago
- La casa de azúcar
- La casa de los relojes
- Mimoso
- El cuaderno
- La sibila
- El sótano
- Las fotografías
- Magush
- La propiedad
- Los objetos
- Nosotros
- La furia
- Carta perdida en un cajón
- El verdugo
- Azabache
- La última tarde
- El vestido de terciopelo
- Los sueños de Leopoldina
- Las ondas
- La boda
- La paciente y el médico
- Voz en el teléfono
- El castigo
- La oración
- La creación
- El asco
- El goce y la penitencia
- Los amigos
- Informe del cielo y el infierno
- La raza inextinguible